# Dagmara Brodziak
Dagmara Brodziak (ur. 17 marca 1989) – polska aktorka i scenarzystka filmowa.

## Życiorys
W 2012 roku ukończyła Warszawską Szkołę Filmową.

## Filmografia

### 2012
- Matylda jako Matylda

### 2013
- Brud jako Córka Czernego
- Fool for Love jako May
- Recording jako Patrycja

### 2015
- Ptaki latają kluczami jako Producentka

### 2016
- Myszy i szczury jako Narkomanka

### 2017
- Rollecoaster jako Sandra
- Diversion End jako Klara

### 2019
- Echo jako Monika
- Świadek jako Marta

### 2022
- Erotica 2022 jako Tatiana „Nocna zmiana”

### 2021
- Dzień, w którym znalazłem w śmieciach dziewczynę jako Blue
- Kontrakt jako Rafaela
- Czarna owca jako Kelnerka

## Scenariusze
Dzień, w którym znalazłem w śmieciach dziewczynę (2021)